# 索廖
索廖（義大利語：Soglio），是意大利阿斯蒂省的一个市镇。总面积3.5平方公里，人口164人，人口密度46.9人/平方公里（2009年）。ISTAT代码为005107。